# گاریک ایسرائلیان
گاریک لیپارینی یسرائلیان (ارمنی: Գարիկ Լիպարիտի Իսրայելյան زادهٔ ۱۹۶۳ در ایروان) یک فیزیک‌دان اهل ارمنستان-اسپانیا است.

## زندگی‌نامه
در ۱۹۶۳  ‏در ایروان به دنیا آمد و از دانشگاه دولتی ایروان و en:Instituto de Astrofisica de Canarias فارغ‌التحصیل شد.  وی همچنین برنده جایزه علمی بین‌المللی ویکتور هامبارتسومیان شده است.

## نگارخانه

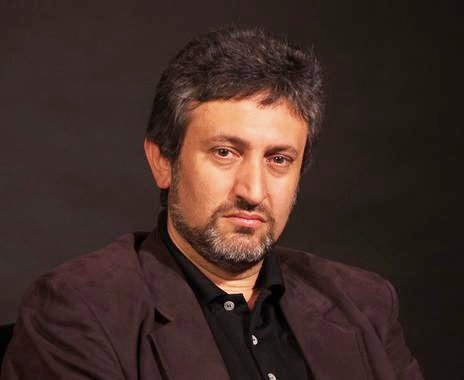